# La Chambre noire (film, 1983)
Pour les articles homonymes, voir La Chambre noire.
Pour plus de détails, voir Fiche technique et Distribution.
La Chambre noire (暗室, Anshitsu) est un film érotique japonais réalisé par Kirio Urayama, sorti en 1983.

## Synopsis
À l'occasion de la rédaction de son nouvel ouvrage, "Un certain passé", le romancier Shuichi Nakata se remémore un événement intervenu plus de dix ans auparavant.
Il était marié à une superbe femme, Keiko. Apprenti écrivain et obscur journaliste, il soupçonnait notamment son ami Yamanoi d'avoir couché avec elle. Contrainte par son époux, Keiko avorta plusieurs fois. Jusqu'au jour où elle décéda dans un accident de voiture qui a tout l'air d'un suicide. Dévasté et se sentant responsable de sa mort, libéré de sa jalousie primitive, Nakata noya son chagrin dans le sexe sans bonheur. Pour fuir tout sentiment de culpabilité, Nakata renonce pour toujours au mariage et à la paternité. Devenu libre, il se lance dans une quête obsessionnelle de sexe et raconte ses aventures sulfureuses dans un essai philosophique, "La chambre noire". De femme en femme, Nakata semble être insatisfait et incapable d'oublier son épouse défunte...

## Fiche technique
- Titre original : 暗室 (Anshitsu?)
- Titre français : La Chambre noire[1]
- Réalisation : Kirio Urayama
- Scénario :  Toshirō Ishidō
- Montage : Osamu Inoue
- Photographie : Shōhei Andō
- Production : Akira Miura
- Société de production et distribution : Nikkatsu
- Pays d'origine :  Japon
- Langue originale : japonais
- Format : couleur
- Genre : érotique, roman porno
- Durée : 122 minutes
- Dates de sortie : 
  - Japon : 17 septembre 1983[2]
  - France : 21 septembre 2010 (DVD)

## Distribution
- Kōji Shimizu : Nakata
- Rie Kimura : Natsue
- Mayumi Miura : Takako
- Yoshimi Ashikawa : Maki
- Usagi Asō : Tae
- Eimei Esumi : Takei
- Sachiko Take : Yumiko
- Minori Terada : Tsunoki / Yamanoi
- Taiji Tonoyama : le docteur
- Kaori Okamoto : Ryōko